# Stuart Hill
Stuart Hill (Leicester, 1958) è uno scrittore britannico.

## Biografia
Stuart Hill è uno scrittore fantasy nato nel 1958 in Gran Bretagna. Ha lavorato in fabbriche di automobili e ha compiuto i lavori più umili come ad esempio il giardiniere in un cimitero. È stato successivamente assunto come insegnante pubblicitario e oggi lavora in una libreria. Il personaggio principale del suo primo libro, Icemark, è la rappresentazione della sorella, morta mentre lui era adolescente. Sempre con i personaggi di Icemark ha pubblicato un sequel intitolato Lama di fuoco dove il suo figlio e tutta la sua famiglia deve riaffrontare il loro principale antagonista ma, questa volta con una sorpresa che costerà la sua sconfitta decisiva.
La sua ultima pubblicazione, che chiude la trilogia di Icemark, è Last Battle of the Icemark (L'ultima battaglia di Icemark), non ancora tradotto in italiano.